# 大橋停留場
大橋停留場（日语：／ Ohashi teiryūjō */?），又稱大橋電車站，是位於長崎縣長崎市松山町，長崎電氣軌道本線的電車站。車站編號為18。

## 歷史
大橋停留場在1933年（昭和8年）本線延伸時啟用。當初為北邊的終點站，後來在1950年（昭和25年）再次延長至住吉停留場。電車站當初的讀法為「おおばし」，後來經過當地地區的歷史學家指示後於1990年（平成2年）把車站讀法改為「おおはし」。

### 年表
- 1933年（昭和8年）12月25日 - 下之川停留場（廢止）至此電車站開通，此站啟用[2][4]。當時電車站名稱的讀法為「おおばし」[4]。
- 1934年（昭和9年）10月25日 - 大橋車庫落成[5]。
- 1944年（昭和19年）10月10日 - 車庫因火災而燒毀[2]。
- 1945年（昭和20年）8月9日 - 長崎市被投下原子彈，使全線不能通行，車庫也受到損毀[1][2]。
- 1947年（昭和22年）5月16日 - 浦上站前至大橋之間重開[2]。
- 1950年（昭和25年）9月16日 - 大橋至住吉之間開通[2]。
- 1990年（平成2年）6月17日 - 電車站名稱讀法變為「おおはし」[4]。
- 2000年（平成12年）
  - 2月22日 - 電車站改裝[6]。
  - 7月3日 - 下行長崎站前方向月台延長[7]。
- 2005年（平成17年）6月1日 - 電車站內設置了長崎巴士的巴士站[8]。

## 電車站構造
電車站是建造在專用軌道上。電車站設有2面2線的低地台相對式月台。東邊為長崎站前方向月台，西邊為赤迫方向月台。月台上蓋在2000年2月進行更換。在電車站北邊鄰接平交道。在平交道處設有警告燈（沒有遮斷機，設有警報聲）。

### 運行系統
此電車站是本線電車站之一。當中1、2、3系統駛入此站。

### 大橋車庫
在長崎站前方向月台側設有長崎巴士車庫。該處原本為長崎電氣軌道的車廠，名為大橋車庫。大橋車庫在此電車站啟用後翌年開設。車庫內設有7條側線，也設有乘務員的詰所。在1944年（昭和19年）10月發生火警被燒毀，翌年1945年（昭和20年）8月9日，長崎市被投下原子彈，使車廠受到重大受害。後來在1953年（昭和28年）開設了西町車庫，同年長崎電軌開設巴士事業，該處成為了大橋車庫（電鐵巴士大橋營業所的車庫）。在1971年（昭和46年）巴士路線業務轉讓下。這些路線轉讓給長崎巴士。現時該處成為了長崎巴士大橋營業所的車廠。
另外，鄰接月台處設有長崎巴士的巴士站。在2005年6月，巴士站與電車站設置了同一類型的上蓋，於月台側設置了巴士站。

## 使用狀況
根據「長崎電軌」的調査，以下為1日的上下車人次資料。
- 1998年 - 2,533人[3]
- 2015年 - 1,700人[16]

## 電車站周邊
電車站鄰近長崎Big N體育場，當舉行職業棒球正式比賽時會有許多人使用此電車站。另外站前設有前往長崎大學醫院的循環巴士。
在本線的軌道中，此電車站與鄰站平和公園停留場之間區間會與已高架化的長崎本線並行。
- 長崎市科學館（日语：長崎市科学館）
- 長崎縣立綜合體育館（日语：長崎県立総合体育館）
- 長崎巴士大橋營業所（日语：長崎バス大橋営業所）
- 山田電機家電住まいる館YAMADA長崎本店
- 國道206號（日语：国道206号）
- 長崎市立山里小學（日语：長崎市立山里小学校）
- 長崎南山中學·高等學校（日语：長崎南山中学校・高等学校）
- 長崎巴士（日语：長崎自動車）、長崎縣營巴士（日语：長崎県交通局）「大橋」巴士站

## 相鄰電車站
長崎電氣軌道
本線（■1號系統、□2號系統、■3號系統）
浦上車庫（17）－大橋（18）－平和公園（19）
- 在1944年（昭和19年）前，此電車站與鄰站平和公園停留場之間曾經設有岡町停留場。

## 注腳
1. 1 2 3 4 5  田栗 2005，第51–52頁.
2. 1 2 3 4 5 6  田栗 2005，第157頁.
3. 1 2 3  田栗 & 宮川 2000，第49頁.
4. 1 2 3 4  今尾 2009，第57頁.
5. 1 2 3  100年史，第19頁.
6. ↑  田栗 2005，第156頁.
7. ↑  100年史，第199頁.
8. ↑  100年史，第200頁.
9. ↑  100年史，第130頁.
10. 1 2  川島 2013，第45頁.
11. 1 2 3  100年史，第115頁.
12. 1 2 3 4  田栗 & 宮川 2000，第50頁.
13. ↑  電鉄五十年，第197頁.
14. ↑  田栗 2005，第158頁.
15. 1 2  川島 2007，第119頁.
16. ↑  100年史，第124頁.